# Rafał Janicki
Rafał Janicki (* 5. Juli 1992 in Stettin) ist ein polnischer Fußballspieler.

## Karriere

### Verein
Janicki begann mit dem Fußballspielen bei Chemik Police. Über KP Police wechselte er 2010 zu Lechia Gdańsk und bestritt mehr als 100 Erstliga-Spiele für den Verein. Zur Saison 2017/18 wurde er an den Konkurrenten Lech Posen für zwei Jahre inklusive einer Kaufoption ausgeliehen.

### Nationalmannschaft
Janicki spielte für die polnische U-19 und die U-20. Im März 2013 gab er sein Debüt in der U-21. Außerdem wurde er in die polnische A-Nationalmannschaft berufen. Beim 2:2 im Testspiel gegen die Schweiz wurde er allerdings nicht eingesetzt.